# Coca de mestall
La coca de mestall es una preparación típica de la subcomarca valenciana de la Valldigna, en el litoral central de la Comunidad Valenciana.
Se trata de unas cocas de base circular (aunque se pueden encontrar con forma cuadrada) hechas a base de una parte de harina de maíz y otra parte de harina de trigo mezclada con aceite de oliva, levadura y sal. En valenciano, mestall quiere decir «mezcla de harinas». Encima se suele poner embutido (salchichón, butifarra de arroz o de cebolla), trozos de tocino o sardina salada. Normalmente se ponen dos piezas encima de la coca (o más, variando al gusto del consumidor). Una vez hecha la masa y colocadas las piezas de embutido o pescado se ponen a cocer en el horno durante aproximadamente veinte minutos o media hora. Se sirve caliente, recién hecha, ya que una vez se enfría se queda seca y correosa.
La coca de mestall tradicionalmente se preparaba los domingos, pero en Tavernes de la Valldigna también se hacía en jueves, ya que es día de mercado. Actualmente se hace de manera industrial en los hornos de las localidades de la Valldigna, y previo pedido, se puede conseguir casi todos los días de la semana. Hay que decir que en las casas todavía hay costumbre de hacerlas de forma casera.